# Durango boot
Pour les articles homonymes, voir Durango.
 (septembre 2023).
 (septembre 2023).
Le Durango boot (appelé aussi boot) est un sport comparable à l'ultimate, dans lequel deux équipes s'affrontent pour atteindre des cibles avec un frisbee.

## Histoire
Le Durango boot fut d'abord nommé simplement « boot », parce que la première fois où il fut joué, ce sont des bottes qui servirent de cibles. On a ensuite ajouté le nom « Durango » car il fut inventé à Durango, dans le Colorado.

## Règles

### Terrain de jeu
Le terrain de jeu n'a théoriquement pas de limites. Au « centre », se trouve une aire délimitée par deux lignes parallèles distantes de 10 yards (env. 9 mètres) et appelée zone de take-back. Quatre cônes sont placés sur ces deux lignes parallèles afin de mieux matérialiser la zone, formant un rectangle de 10 sur 35 yards (env. 9x32 mètres).
Quatre autres cônes servent de cibles. Ils sont placés deux à deux de chaque côté du take-back, à 20 yards (env. 18 mètres) de ce dernier et chacun à 4 yards (env. 4 mètres) du cône le plus proche.

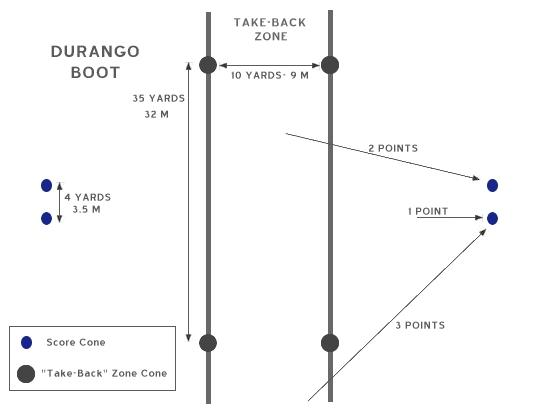
Terrain de Durango boot.

### But du jeu
Le but du jeu est d'atteindre un des quatre cônes-cibles avec le disque. Les cônes peuvent être touchés par un disque lancé, ou frappé avec le disque gardé en main (ce coup est appelé « slam dunk »).
Si un cône-cible est touché par slam dunk ou lancé en dehors de la zone de take-back, cela compte pour 1 point. Si le disque est lancé à partir de la zone de take-back, à l'intérieur du rectangle défini par les cônes de take-back, cela compte pour 2 points. Dans la zone de take-back, mais au-delà des cônes, cela compte pour 3 points.
Les jeux sont généralement joués en 3 points, et les manches en trois jeux.

### L'action de jeu
Chaque équipe est composée de trois joueurs. L'équipe qui a le disque peut le perdre, soit en ratant une passe entre deux joueurs, soit si un joueur garde le frisbee pendant 6 secondes (l'équipe adverse se charge de compter les secondes).
Il n'y a pas de contacts entre les joueurs.
Quand une équipe prend possession du disque hors du take-back, le disque doit d'abord être passé à un joueur se trouvant sur ou de l'autre côté de celui-ci.
Après qu'un joueur a marqué, l'équipe adverse devient immédiatement l'équipe offensive.

## Source originale
- (en) Durango Boot (archive)